# 쓰즈촌
쓰즈손(通津村)은 야마구치현 구가군에 있던 촌이다. 

## 역사
- 1889년 4월 1일 - 정촌제 시행에 의해 구가군 쓰즈촌이 성립하였다.
- 1955년 4월 1일 - 이와쿠니시에 편입, 동일 쓰즈촌은 폐지되었다.

## 교통

### 철도
- 일본국유철도
  - 산요본선

## 교통

### 도로
- 국도 제188호선

## 참고문헌
- 角川日本地名大辞典 35 山口県